# ジャッキー・マクシー
ジャッキー・マクシー（Jacqui McShee、1943年12月25日 - ）は、イギリスの歌手。彼女は1966年より、ジャズの影響を受けたフォークロック・バンド「ペンタングル」で活動をしている。
ジャッキー・マクシーの音楽活動は、1960年代中頃の、イギリスのフォーククラブのソリストに始まる。その後、ギタリストのジョン・レンボーンとのデュオを経て、メンバー5人のペンタングルとなった。
ペンタングルは、イギリスのフォークロック初期を代表するバンドとして、早くからその地位を確立した。トラディショナル指向の聴衆に留まらず、ロックやポップスからも注目を浴びた。初代のペンタングルは、バラード、ブルース、ジャズを融合し、これらのジャンルを渾然一体とした楽曲をよく演奏した。
1994年に、初期メンバーがジャッキーだけとなったとき「ジャッキー・マクシーズ・ペンタングル」 (Jacqui McShee's Pentangle) を結成。現在も活動中である。